# Scopula flaccata
Scopula flaccata là một loài bướm đêm trong họ Geometridae.